# Kriminalpolizei (Litauen)

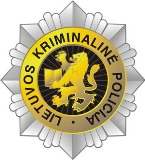
Logo der Kriminalpolizei Litauens

Die Kriminalpolizei Litauens ist die Kriminalpolizei der Republik Litauen. Das Büro der litauischen Kriminalpolizei  ist die Haupteinrichtung der Kriminalpolizei. Es wurde aufgrund vom nicht territorialen Prinzip am 1. Oktober 2001 eingerichtet. Das Büro der litauischen Kriminalpolizei untersteht dem Polizeidepartement am Innenministerium Litauens.

## Geschichte
Am 20. Januar 1919 wurde Friedrich Ziegler zum Gehilfen im Kriminalbereich für den Leiter der Miliz der Stadt Kaunas aufgrund des Beschlusses des Innenvizeministers Z. Starkus ernannt.
Am 15. August 1919 wurde P. Maksimow zum Leiter der Kriminalabteilung Kaunas aufgrund des Beschlusses des Innenministers ernannt.
1920 gab es 60 heimliche Agenten der Kriminal-Miliz.
Am 1. September 1920 wurde das Büro der Kriminalmiliz Litauens errichtet, geleitet von A. Veselis.
1926 wurde das Legitimationszeichen vom Maler A. Žmuidzinavičius kreiert.
Ab 1926 gab es Beilage als Zeitschrift „Kriminalinės žinios policijai“ des Magazins „Policija“. Ab 1930 wurde es als „Kriminalinės policijos žinios“ in Kaunas bis 1944 herausgegeben.
1927 wurde die Kriminalpolizei mit der politischen (Sicherheits-)Polizei verbunden, Kriminalinė policija. 1928 wurde das Statut der Kriminalpolizei (Kriminalinės policijos statutas) vom litauischen Innenminister bestätigt.
1930 wurde das Kriminalpolizei-Museum umstrukturiert. Ab 1936 wurde die Fachzeitschrift „Kriminalistikos žinynas“ mithilfe von Wissenschaftlern und Kriminalisten herausgegeben. 1940 gab es 227 Mitarbeiter in der Kriminalpolizei.
1991 wurde die Anti-Terror-Einsatzgruppe Aras als separate Spezialeinheit der litauischen Polizei gegründet.